# Antun Rudinski
Antun Rudinski (en serbe : Антун Рудински), né le 1er octobre 1937 à Subotica en Yougoslavie et décédé le 7 octobre 2017 à Villingen-Schwenningen en Allemagne, était un footballeur international yougoslave reconverti entraîneur par la suite.

## Biographie

### Carrière de joueur

#### Carrière en club
Antun Rudinski commence sa carrière professionnelle au FK Spartak Subotica en Prva Liga la première division yougoslave lors de la saison 1952-1953. Lors de cette saison, il dispute 17 matchs et inscrit 6 buts.
La saison suivante, il rejoint l'Étoile rouge de Belgrade.
Antun dispute la saison 1966-1967 en D2 française avec le FC Metz. Durant cette saison, il dispute 34 matchs championnat et marque 14 buts et permet à son club de terminer second.

#### Carrière en sélection nationale
Antun Rudinski a connu sa seule sélection en équipe de Yougoslavie le 2 novembre 1952 lors d'un match contre l'Égypte gagné sur le score de 5-0. Il effectue cette sélection alors qu'il n'a que 15 ans et 32 jours et devient ainsi le plus jeune joueur à avoir joué un match international.

## Palmarès de joueur
| Étoile rouge de Belgrade - Championnat de Yougoslavie (4) : - Champion : 1955-56, 1956-57, 1958-59 et 1959-60. - Coupe de Yougoslavie (3) : - Vainqueur : 1958, 1959 et 1964. - Finaliste : 1954. |  | FK Partizan Belgrade \| - Championnat de Yougoslavie (1) : - Champion : 1962-63. \| |
| - Championnat de Yougoslavie (1) : - Champion : 1962-63. |  |                                                                                     |